# Office national d’imprimerie et de presse
L’Office national d’imprimerie et de presse (ONIP) est l'éditeur du quotidien La Nation créé en 2003 au Bénin. Succédant à l'Office national d'édition, de presse et d'imprimerie (ONEPI), c'est une structure étatique à caractère social, culturel et scientifique, placée sous la tutelle du ministère chargé de la Communication. Elle a une autonomie de gestion et dispose d’une imprimerie dénommée « Nation Impressions » et du journal d’information La Nation dont il est l’éditeur.

## Localisation
Il est situé à la même adresse que le quotidien national La Nation, dans la rue de l’archevêché de Cotonou, à Cadjèhoun au Bénin.

## Mission
En tant qu'établissement public à caractère administratif, il est chargé d'assurer un service national d’information et d’édition au service de tous les acteurs politiques, sociaux et économiques, des entreprises publiques et privées.